# Vater dirigiert
Vater dirigiert (im Original Four Daughters) ist eine US-amerikanische Filmkomödie von Michael Curtiz aus dem Jahre 1938. Das Drehbuch basiert auf dem Roman Sister Act von Fannie Hurst. Die deutsche Premiere fand im deutschen Fernsehen (ARD) am 3. Juni 1963 statt.

## Handlung
Adam Lemp ist Musikprofessor und hat vier Töchter: Thea, Emma, Kay und Ann. Die Lemps führen eine Pension. Thea hält nichts davon, aus Liebe zu heiraten und plant eine Hochzeit mit Ben Crowley aus finanziellen Beweggründen. Emma wird von dem schüchternen Pensionsgast Ernest verehrt. Kay ist die einzige Tochter mit musikalischen Ambitionen. Die jüngste, Ann, schwört sich, niemals zu heiraten.
Ein neuer Gast zieht in die Pension ein, der Komponist Felix Deitz. Unterstützt wird er dabei von dem mürrischen Pianisten Mickey Bordon. Nur Ann und ihre Tante Etta erkennen die Verletzlichkeit des Mannes. Mickey verliebt sich insgeheim in das Mädchen, während dessen Schwestern sich für Felix interessieren. Auf einem gemeinsamen Ausflug macht jedoch Felix Ann einen Heiratsantrag, den diese annimmt. Mickey ist erschüttert, und Anns Schwestern ziehen sich zurück.
Um ihr Gesangsstudium zu beginnen, will Kay nach Philadelphia ziehen. Thea teilt der Familie mit, dass sie und Ben so schnell wie möglich heiraten werden. Emma ist bestürzt und versteckt ihre wahren Gefühle. Ann und Mickey geraten in Streit, wobei Mickey ihr seine Liebe gesteht und ihr verrät, dass Emma in Felix verliebt sei. Zuerst ist Ann geschockt, doch dann beschließt sie, Felix zu verlassen und sich mit Mickey zu verloben. Doch Emma und Felix heiraten nicht, Felix zieht vielmehr nach Seattle.
Ann und Mickey sind nach New York City gezogen, werden dort aber nicht glücklich. Um Mickey aufzuheitern, kehren sie zur Weihnachtsfeier wieder zurück in die Pension Lemp. Auch Emma und Thea sind gekommen, während Kay als Sängerin im Radio auftritt. Auch Felix ist zu Besuch da. Emma erzählt Ann, dass sie sich für Ernest interessiert, während Mickey bemerkt, dass Ann und Felix sich immer noch lieben. Zum Abschluss der Feier bietet Mickey an, Felix und Ben mit dem Auto mitzunehmen. Voller Absicht fährt Mickey das Auto gegen einen Baum.
Als die Lemps von dem Unfall hören, glaubt Thea, Ben sei der im Radio genannte Verletzte und entdeckt ihre wahren Gefühle für ihn. Die ganze Familie macht sich zum Krankenhaus auf. Dort erfahren sie, dass Mickey im Sterben liegt. Er sagt Ann Lebewohl. Felix kehrt zurück zu den Lemps und macht Ann einen neuen Antrag.

## Hintergrund
Priscilla, Rosemary und Lola Lane waren auch im echten Leben Schwestern, wobei Priscilla die jüngste war. Für John Garfield war es das Debüt als Schauspieler.
Der Filmeditor Ralph Dawson war zweifacher Oscar-Preisträger, als er zum Projekt stieß; 1939 gewann er einen weiteren Oscar hinzu. Als musikalischer Direktor arbeitete Oscar-Gewinner Leo F. Forbstein.

## Fortsetzungen und Remake
Der Film zog drei Fortsetzungen und ein Remake nach sich:
- 1939: Vier Töchter räumen auf (Daughters Courageous)
- 1940: Four Wives
- 1941: Four Mothers

Die erste Fortsetzung ist allerdings eine eigenständige Geschichte einer anderen Familie, die beiden späteren erzählen wiederum die Geschichte der Lemp-Familie. In allen vier Filmen spielen die Lane-Schwestern, Gale Page, Claude Rains, Jeffrey Lynn, May Robson, Frank McHugh und Dick Foran mit. John Garfield fehlt im letzten Film, kurioserweise tritt er in der zweiten Fortsetzung wieder als Mickey auf. Michael Curtiz führte bei den ersten beiden Fortsetzungen die Regie, den letzten Film inszenierte William Keighley. Auch aus der Crew waren einige Mitarbeiter an allen vier Filmen beteiligt: Produzent Hal B. Wallis, Komponist Max Steiner, Editor Ralph Dawson und der musikalische Direktor Leo F. Forbstein.
Ein Remake des Originalfilms wurde 1955 von Gordon Douglas unter dem Titel Man soll nicht mit der Liebe spielen (Young at Heart) verfilmt. Die Hauptrollen spielten Doris Day und Frank Sinatra.

## Synchronisation
Die deutsche Synchronbearbeitung entstand 1962 im Auftrag der ARD.
| Rolle         | Darsteller     | Synchronsprecher         |
| ------------- | -------------- | ------------------------ |
| Ann Lemp      | Priscilla Lane | Ursula Herwig            |
| Adam Lemp     | Claude Rains   | Klaus W. Krause          |
| Kay Lemp      | Rosemary Lane  | Heidi Treutler           |
| Thea Lemp     | Lola Lane      | Margot Leonard           |
| Emma Lemp     | Gale Page      | Sabine Eggerth           |
| Mickey Borden | John Garfield  | Gerd Vespermann          |
| Felix Deitz   | Jeffrey Lynn   | Reinhard Glemnitz        |
| Ernest Talbot | Dick Foran     | Horst Niendorf           |
| Ben Crowley   | Frank McHugh   | Wolfgang Kieling         |
| Tante Etta    | May Robson     | Charlotte Scheier-Herold |

## Kritik
„Stimmungsvoll fotografierte und einfühlsam gespielte Komödie, die den konventionellen "Seifenoper"-Stoff mit Eleganz und leicht ironischen Dialogen flott aufpoliert.“

## Auszeichnungen
Oscarverleihung 1939
- Nominierung in der Kategorie Bester Film
- Nominierung in der Kategorie Beste Regie für Michael Curtiz
- Nominierung in der Kategorie Bester Nebendarsteller für John Garfield
- Nominierung in der Kategorie Bestes adaptiertes Drehbuch für Julius J. Epstein und Lenore Coffee
- Nominierung in der Kategorie Bester Ton für Nathan Levinson